# 住沢博紀
住澤 博紀（すみざわ ひろき、1948年 - ）は、日本の政治学者。日本女子大学家政学部家政経済学科教授。専攻は、ドイツ現代政治、社会民主主義論、地域政党論。

## 略歴
三重県生まれ。三重県立津高等学校卒業。京都大学法学部卒業。1973年～1988年まで西ドイツに滞在。フランクフルト大学で博士号取得。

## 著書

### 単著
- 『自治体議員の新しいアイデンティティ――持続可能な政治と社会的共通資本としての自治体議会』（イマジン出版, 2002年）

### 共編著
- （山口定・宝田善・進藤榮一）『市民自立の政治戦略――これからの日本をどう考えるか』（朝日新聞社, 1992年）
- （坪郷實・長尾伸一・阪野智一・長岡延孝・伊藤公雄）『EC経済統合とヨーロッパ政治の変容――21世紀に向けたエコロジー戦略の可能性』（河合文化教育研究所, 1992年）
- （堀越栄子）『21世紀の仕事とくらし――社会制御と共生契約の視角』（第一書林, 2000年）
- （高木郁朗・T・マイヤー）『グローバル化と政治のイノベーション――「公正」の再構築をめざしての対話』（ミネルヴァ書房, 2003年）

### 訳書
- オスカー・ラフォンテーヌ『国境を超える社会民主主義――変貌する世界の改革政治』（現代の理論社, 1989年）
- オスカー・ラフォンテーヌ『社会民主主義の新しい選択――もうひとつの進歩』（現代の理論社, 1990年）